# Plaga Zombie: Zona mutante
Plaga Zombie: Zona mutante es una película argentina de terror-comedia de 2001 dirigida por Pablo Parés y Hernán Sáez y protagonizada por Páres, Sáez, Berta Muñiz, Paulo Soria y Walter Cornás. Fue escrita por Parés y Sáez. Es la secuela y segunda parte de la famosa saga de zombis y gore iniciada con Plaga Zombie. La banda argentina de rock alternativo Árbol compuso e interpretó el tema "Plaga zombie" para la película.

## Sinopsis
Cuando el FBI prueba un virus alienígena en un pequeño pueblo, hace que todos los habitantes se conviertan en zombis asesinos, salvo tres que intentan escapar.

## Reparto
- Berta Muñiz ... John West / Voz Walkie Talkie
- Pablo Parés ... Bill Johnson / Voz Teléfono #1
- Hernán Sáez ... Max Giggs / Voz Teléfono #2
- Paulo Soria ... Max Fan / Plissken / Líder Callejón / Chupetín / Negociador #2 / Motosierra / Zombie Radio #1
- Esteban Podetti ... Agente James Dana
- Andrés Perrone ... Scott Lee Ray
- Walter Cornás ... Kowalski / Negociador #1 / Zombie Radio #2 / Cortaluz
- Juan Bautista Dartiguelongue ... Anderson / Negociador #3
- Urco Urquiza ... Vega
- Daniel de la Vega ... Líder Rebelde
- Alejandro Nagy ... El Jefe
- Alejandro D'Aloisio ... Doble de Max Giggs / Intestinos
- Ariel Olivetti ... Asistente
- Pablo Vostrouski ... Test FBI / Perro de Max Giggs / Le Vació Un Ojo
- Goyo Escardó ... Guardia de Max Giggs / Mutación Final / Muchacho Combativo #1
- Ramiro de Palo ... Niño Llorón
- Luis Lucchesi ... Muchacho Escupida
- Ximena Battista ... Muchacha Combativa
- Santiago Sánchez ... Muchacho Combativo #2
- Sebastián Tabany ... Muchacho Combativo #3
- Ignacio Lidejover ... Muchacho Combativo #4
- Gabriel Grieco ... Chico muerto/Dead Boy
- Nicanor Loreti ... Zombie
- Germán Magariños ... Zombie
- Martin Villagra ... Zombie (como Carlos Manuel Horazzi)